# Borleggia
Il torrente Borleggia è un corso d'acqua della provincia di Bergamo. Nasce da vari rami provenienti da alcuni laghi delle Alpi Orobie: il lago Gornico (2317 m), il lago Colombo (2046 m) ed i Laghi Gemelli (1952 m). Forma il Lago di Pian Casere e confluisce dopo 5 km da sinistra nel Brembo a Branzi, in alta Val Brembana. Il torrente scorre interamente nel comune di Branzi e passa nelle vicinanze del Rifugio Laghi Gemelli.